# NGC 1519
NGC 1519 (również PGC 14514) – galaktyka spiralna z poprzeczką (SBb), znajdująca się w gwiazdozbiorze Erydanu. Odkrył ją Ernst Wilhelm Leberecht Tempel 2 stycznia 1878 roku.